# Frazeografia
Frazeografia – dział leksykografii zajmujący się opisem frazeologizmów, przysłów i skrzydlatych słów w słownikach.

## Frazeografia jako przedmiot badań
Frazeografia ma aspekt zarówno teoretyczny, jak i praktyczny. Dotyczy takich tematów, jak ilość i rodzaj frazeologizmów występujących w danym słowniku oraz sposób ich prezentacji. Przedmiotem badań są słowniki frazeologiczne, ale też słowniki ogólne jedno-, dwu- lub wielojęzyczne. W słownikach frazeologicznych wyrażenia frazeologiczne występują jako hasła (lemy), natomiast w słownikach niefrazeologicznych mogą występować jako hasła albo tworzyć element mikrostruktury, czyli artykułu hasłowego. Opis prezentacji w tego rodzaju słownikach dotyczy: formy podstawowej frazeologizmów (może to być np. forma bezokolicznikowa przy frazeologizmach czasownikowych), miejsca w mikrostrukturze (zwykle na końcu artykułu hasłowego), hasłowania, czyli przyporządkowania do określonych wyrazów hasłowych. Badane były frazeologizmy niemieckie i ich polskie ekwiwalenty w niemiecko-polskich słownikach frazeologicznych, a również frazeologizmy występujące w słownikach zniemczających.

## Rys historyczny
W Polsce tradycja uwzględniania frazeologizmów i przysłów w słownikach ogólnych datuje się od XVI wieku. Przysłowia, sentencje, frazeologizmy potoczne zawiera słownik „Lexicon latino-polonicum” Jana Mączyńskiego z 1564 roku. Dotyczy to również słownika Grzegorza Knapiusza (Knapskiego) „Thesaurus Polonolatinograecus” z 1621–1632 oraz polsko-francusko-niemieckiego słownika Michała Troca z 1764 roku. Od XVII wieku rozwijała się praktyka tworzenia specjalnych słowników frazeologicznych, jak zbiory przysłów: Rysiński (1618).  Pierwszy polski słownik frazeologiczny niebędący słownikiem przysłów napisał Antoni Krasnowolski w 1899 roku.
Na gruncie niemieckojęzycznym w XVI wieku zaczęły powstawać dwu- lub kilkujęzyczne słowniki z łaciną jako językiem wyjściowym (na przykład „Großer Fries” Johannesa Frisiusa z 1556) albo z językiem niemieckim jako językiem wyjściowym (Josua Maaler z 1561) – zawierały one niemieckie związki frazeologiczne jako hasła. Obok uwzględniania frazeologii w słownikach ogólnych tworzono specjalne słowniki frazeologiczne, w tym zbiory przysłów (m.in. Johann Agricola z 1529).